# Aleksander Aamodt Kilde
Aleksander Aamodt Kilde (Bærum, 21 de septiembre de 1992) es un deportista noruego que compite en esquí alpino.
Participó en tres Juegos Olímpicos de Invierno, entre los años 2014 y 2022, obteniendo dos medallas en Pekín 2022, plata en la combinada y bronce en el supergigante.
Ganó dos medallas de plata en el Campeonato Mundial de Esquí Alpino de 2023, en las pruebas de descenso y supergigante.
En la Copa del Mundo consiguió veintiuna victorias y 48 podios en total. Ganó la clasificación general de la Copa del Mundo en 2020.

## Palmarés internacional
| Juegos Olímpicos   | Juegos Olímpicos             | Juegos Olímpicos  | Juegos Olímpicos |
| Año                | Lugar                        | Medalla           | Prueba           |
| ------------------ | ---------------------------- | ----------------- | ---------------- |
| 2022               | Pekín (China)                | Medalla de plata  | Combinada        |
| 2022               | Pekín (China)                | Medalla de bronce | Supergigante     |
| Campeonato Mundial |                              |                   |                  |
| Año                | Lugar                        | Medalla           | Prueba           |
| 2023               | Courchevel/Méribel (Francia) | Medalla de plata  | Descenso         |
| 2023               | Courchevel/Méribel (Francia) | Medalla de plata  | Supergigante     |